# 小江省
小江省（越南语：／），又译小河省，是1976年至1996年间位于越南东南部的省份，省莅在土龙木市社，今属平阳省和平福省。

## 地理
小江省东接多乐省和林同省，东南接同奈省，南接胡志明市，西接西宁省，北接柬埔寨。1995年面积为8519.4平方千米，人口为1081700人。

## 历史
1976年，平阳省（南越称土龙木省）和平福省（南越称平隆省和福隆省）合并为小江省，以境内河流小江命名，省莅土龙木市社。小江省下辖土龙木市社和𤅶葛县、布当县、蒲𧎛县、周城县、真诚县、油汀县、以安县、同帅县、汉广县、莱眺县、禄宁县、富教县、福平县和新渊县14县。
1977年3月11日，撤销周城县，禄宁县、汉广县和真诚县合并为平隆县，布沓县、福平县和布当县合并为福隆县，同帅县和富教县合并为同富县，油汀县并入𤅶葛县，莱眺县和以安县合并为顺安县，富教县4社、周城县3社划归新渊县，周城县5社划归土龙木市社。
1978年2月9日，福隆县和平隆县析置禄宁县。
1988年7月4日，福隆县析置布当县。
1996年时，小江省下辖土龙木市社和𤅶葛县、平隆县、布当县、同富县、禄宁县、福隆县、新渊县、顺安县8县。
1996年11月6日，越南国会通过决议，撤销小江省，恢复平阳省和平福省。平阳省下辖土龙木市社和𤅶葛县、顺安县、新渊县3县，省莅土龙木市社；平福省下辖同富县、禄宁县、福隆县、平隆县、布当县5县，省莅同富县同帅市镇。

## 行政区划
1996年，小江省下辖1市社8县。
- 土龙木市社
- 𤅶葛县
- 顺安县
- 新渊县
- 平隆县
- 福隆县
- 禄宁县
- 布当县
- 同富县